# Саут-Шилдс
Саут-Шилдс (англ. South Shields) — прибережне місто в Саут-Тайнсайд, Тайн-енд-Вір, Англія. Він розташований у гирлі річки Тайн. Історично він був відомий римлянам як Арбея та як Каер Урфа в ранньому середньовіччі. За даними перепису населення 2011 року, у місті проживало 75 337 осіб. Це четверте за величиною поселення в Тайн-енд-Вір, після Ньюкасл-апон-Тайн, Сандерленд і Гейтсхед. Це приблизно рівновіддалено (приблизно 6,0 км) між кордоном Ньюкасла та кордоном Сандерленда.
Саут-Шилдс (виборчий округ) представлений в парламенті депутатом від Лейбористської партії Еммою Леуелл-Бак. Місто стало частиною Тайн і Вір у 1974 році. Воно знаходиться в межах історичного графства Дарем.

## Історія
Перші свідчення про поселення в межах нинішнього міста Саут-Шилдс датуються доісторичними часами. На місці римського форту Арбея були виявлені наконечники стріл кам'яної доби та круглий будинок залізної доби. Римський гарнізон побудував тут форт близько 160 р. н. е. і розширив його близько 208 р. н. щоб допомогти постачати своїх солдатів уздовж Валу Адріана, коли вони здійснювали кампанію на північ за Валом Антоніна. Підрозділи, які проживали у форті, включали тигрових баржників (з Персії та сучасного Іраку), піхоту з Іберії та Галлії, а також сирійських лучників і списоносців. Форт був покинутий, коли Римська імперія занепала в четвертому столітті нашої ери. Багато руїн існують і сьогодні, а деякі споруди було відбудовано як частину сучасного музею та популярної туристичної пам’ятки.